# مكافي ماسح فيروسات
مكافي ماسح فيروسات (بالإنجليزية: McAfee VirusScan)‏ هو برنامج مكافحة الفيروسات لأنظمة تشغيل ويندوز، ماكنتوش، يونكس و يتم تطوير البرنامج من قبل الشركة الأمريكية مكافي.

## وصلات خارجية
- الموقع الرسمي